# Edson Gomes
Edson Gomes (Cachoeira, 3 de julho de 1955) é um cantor, compositor de reggae brasileiro. Ele é amplamente considerado como o maior nome da história da música reggae no país. Suas músicas falam sobre desigualdade social, violência, pobreza, mazelas, corrupção e do cotidiano brasileiro. A primeira grande influência musical de Edson Gomes foi Tim Maia, ele gostava tanto de imitar o Tim Maia que acabou ficando conhecido na cidade como "Tim Maia de Cachoeira".

## Biografia
Nascido no município de Cachoeira/BA, na juventude desejava ser jogador de futebol. No ano de 1972, fez sua primeira apresentação como músico, participando do Festival de Música Estudantil no Colégio Estadual de Cachoeira, quando obteve a primeira colocação. Aos 16 anos de idade, após ganhar um festival de música em sua cidade, resolveu seguir a carreira artística. Nesse período ele ainda não tinha uma definição musical, era letrista e intérprete. Após aprender harmonia começou a fazer composições e criar letras, melodias e acordes. Depois de participar de outros Festivais de Música Estudantil locais, em 1977 participou do Festival de Inverno de Cachoeira, no qual também ganhou, nessa época ele já tinha um prestígio e profissionalismo maior que os apresentados nos festivais anteriores. Em 1982, Edson viaja para São Paulo, e arranja um emprego na área da construção civil. Foi escolhido como o melhor intérprete do Festival Canta Bahia, com a música "Rasta"; recebeu também o Troféu Caymmi e gravou um compacto. Retornando para Cachoeira em 1985, participou do festival de música da cidade de Feira de Santana, Bahia, que era a segunda maior cidade do interior do nordeste, nesse festival ele foi premiado com o segundo lugar como melhor intérprete. Em 1988, gravou o álbum Reggae Resistência lançado pela gravadora EMI de onde saiu o seu primeiro sucesso a canção Samarina, com seu estilo já definido como um roots reggae engajado, influenciado por Bob Marley e Jimmy Cliff.
No ano de 1990, foi lançado o disco Recôncavo. Em 1992 foi lançado o álbum Campo de Batalha, e seu sucesso se espalha pela região nordeste e por todo o país. Em 1996 Edson foi convidado para abrir o show de Alpha Blondy, em Salvador. Tocou para 22 mil pessoas que cantaram as suas músicas, sendo o maior evento de reggae da Bahia naquele ano. O quarto disco de Edson intitulado Resgate Fatal, lançado em 1995, o álbum foi um sucesso de vendas e tem como destaque a canção "Isaac". No ano de 1999 lançou o álbum Apocalipse, deste destacam-se "Camelô", "O País é Culpado" e "Apocalipse". Ainda em 1999 Edson deixa a gravadora EMI, que lança uma coletânea intitulada Meus Momentos que resgata seus sucessos antigos. Em 2001 lançou o seu primeiro trabalho independente, o nome do álbum é Acorde, Levante, Lute, esse nome também e nome de uma faixa do próprio álbum. Em dezembro de 2005 Edson Gomes gravou o seu primeiro CD, DVD ao vivo, a gravação aconteceu no parque aquático Wet'n Wild que fica em Salvador, Bahia. O DVD foi lançado em 4 de janeiro de 2006. Edson Gomes compôs a música "Ovelha Negra" para ele mesmo, ainda na época em que vivia na casa de seus pais, por volta dos vinte anos de idade. Atualmente reside no seu estado de origem, a Bahia.

## Discografia
- 1988 - Reggae Resistência
- 1990 - Recôncavo
- 1992 - Campo de Batalha
- 1995 - Resgate Fatal
- 1997 - Meus Momentos
- 1999 - Apocalipse
- 2000 - Série Bis
- 2001 - Acorde, Levante, Lute
- 2006 - Ao Vivo em Salvador
- 2010 - Ao Vivo em Senhor do Bonfim